# Teodor av Amasea
Teodor av Amasea, även kallad Teodoro Tiro, är ett helgon och martyr inom den katolska och ortodoxa kyrkan.
Han var en ung soldat i den romerska armén som satte eld på Kybeles tempel i Amasya i Pontos (idag en del av Turkiet). Han dömdes till döden genom att brännas. I öst vördas Teodor tillsammans med sankt Georg och sankt Demetrius som en av de tre soldathelgonen.
Teodor var Venedigs första skyddshelgon, före Sankt Markus. 

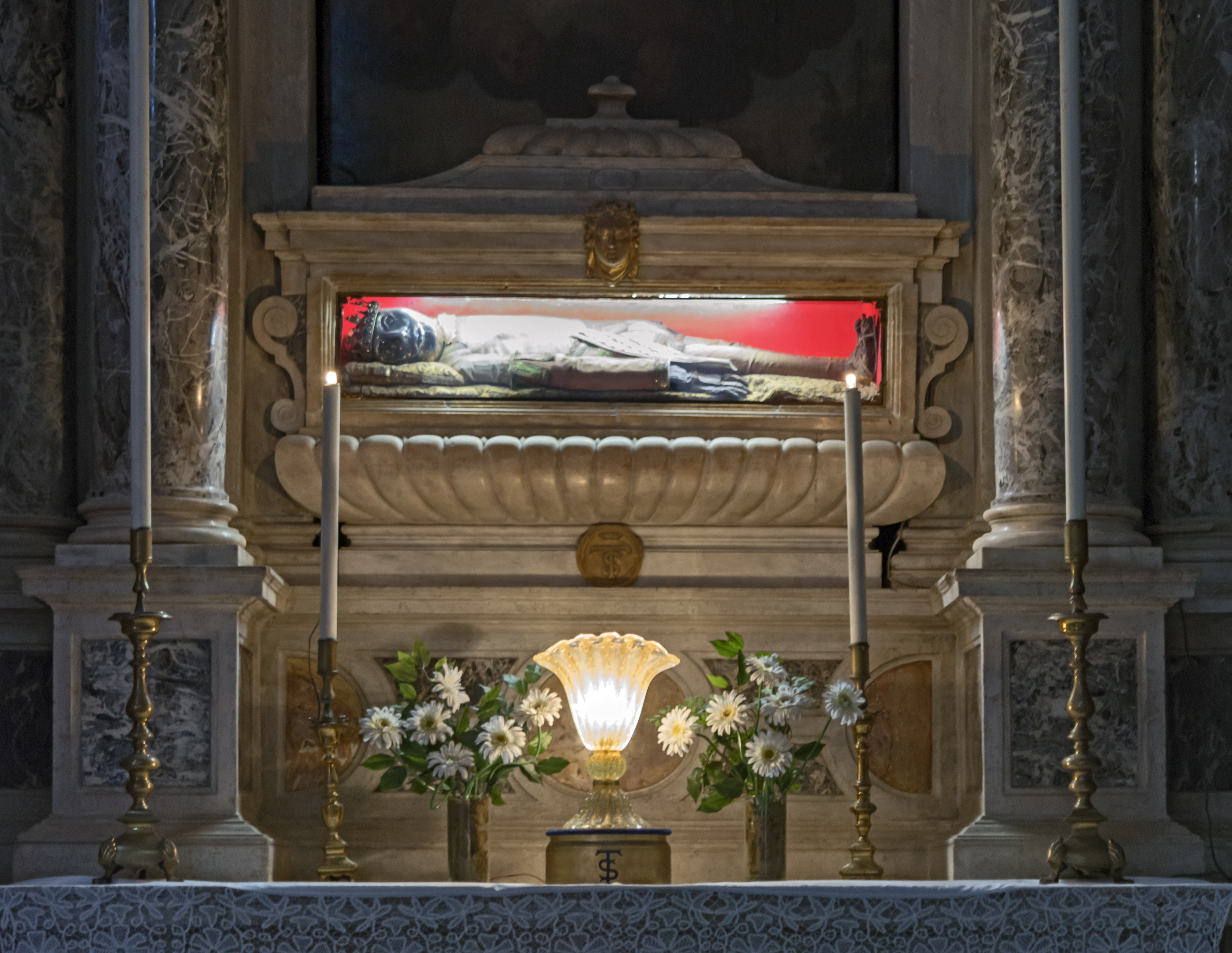
Teodors sarkofag i San Salvador i Venedig.